# Prikriveno oglašavanje na filmu
Prikriveno oglašavanje na filmu, ili preciznije plasman proizvoda na filmu (eng. product placement), smatra se jednom od tehnika oglašavanja, dakle marketinške komunikacije čija je svrha informiranje potencijalnih kupaca o uslugama i proizvodima, a specifična je po tome što se proizvod ili brand koji se oglašava integrira u film (ili televizijsku seriju, ili televizijski program, roman, dramu, tekst pjesme, videoigru, ali i novinski članak, fotografiju...). Prikriveno oglašavanje smatra se hibridnom tehnikom oglašavnja jer paralelno može obuhvatiti više medija.
Hrvatskim zakonima – Zakonom o medijima i Zakonom o elektroničkim medijima – izričito se zabranjuje i strogo kažnjava prikriveno oglašavanje, no ono je dozvoljeno u filmovima, televizijskim serijama i laganijim sadržajima. Prema zakonu o medijima prikrivenim oglašavanjem smatra se “svaka novinarska forma (pisani tekst, fotografija, slika, crtež i dr.) koja je na bilo koji način plaćena, a nije jasno označena kao oglašavanje”.
Oglašivačka industrija prihvatila je prikriveno oglašavanje kao efikasno sredstvo oglašavanja na filmu, pa se smatra da je praksa povezivanja filmova s određenim brandovima i proizvodima stara gotovo koliko i kinematografija. 

## Povijest prikrivenog oglašavanja na filmu
Poznato je da su već oko 1896. godine postojali reklamni filmovi za čokolade Millard, viski Dewar's, pivo Piel's, a prikazivali su se u New Yorku, na ulici, no ubrzo su zabranjeni zbog velikih gužvi koje su gledatelji stvarali.
Nedugo potom uočeno je da filmovi mogu biti odličan prodajni alat, ne samo u SAD-u nego i na inozemnim tržištima, i da je ta prodajna funkcija filma posve nenamjerna – uočeno je da su gledatelji počeli (ili prestali) kupovati određene artikle nadahnuti ne reklamnim, nego zabavnim, igranim filmovima. Tako je nakon animiranog filma Mornar Popaj porasla prodaja špinata, a nakon filma Dogodilo se jedne noći (Frank Capra, 1934.) u kojemu se Clark Gable presvlači pa se ispostavi da ispod košulje ne nosi potkošulju, drastično je opala prodaja potkošulja.
Isprva se nije toliko obraćala pažnja na širenje imena branda koliko na prisutnost proizvoda. Tako se 1910-ih Fordov Model T često se susreće u komedijama Macka Sennetta. No, Ford Sennettu nije plaćao oglas, nego je opskrbljivao filmsku ekipu automobilima, osiguravao im besplatne servise i sl.
Takva praksa zapravo se zadržala do danas. Prema istraživanjima agencije PQ Media u SAD-u su oglašivači platili za svega 29,3 posto plasmana proizvoda 2004. godine, a 6,6 posto plasmana proizvoda su bili besplatni (bez želje oglašivača za prikrivenim oglašavanjem u medijima), u svim ostalim slučajevima bila je riječ razmjeni dobara, odnosno kompenzaciji, kao na primjeru filma Transformeri (Michael Bay, 2007.) koji je s automobilima opskrbila kompanija General Motors što je znatno smanjilo troškove filma.

## Najpoznatiji primjeri
Među nekima od poznatijih primjera plasmana proizvoda iz 40-ih su i Mildred Pierce (Michael Curtiz, 1945.) u kojem se vidi kako Joan Crawford pije viski Jack Daniels i Angel on My Shoulder (Archie Mayo, 1946.) u kojemu su Anne Baxter i Paul Muni prikazani pored novog prijenosnog radija marke RCA. Pritom je kompanija RCA promociju novog proizvoda planirala lansirati zajedno s početkom prikazivanja filma.
Koncept plasmana proizvoda polako u Hollywoodu razvijao se kontinuirano, sve do pravog booma koji je uslijedio nakon prijelomnog filma E.T. Vanzemaljac (Steven Spielberg, 1982.). Senzacionalan uspjeh product placementa bombona Reese's Pieces, čija je prodaja nakon početka prikazivanja filma narasla nevjerojatnih 70 posto potpuno je promijenio način na koji se konstruiraju budžeti filmova, pogotovo holivudskih blockbustera. Tada je skovan i termin product placement.

## Prednosti prikrivenog oglašavanja na filmu
Marketinški stručnjaci smatraju da je medijski prostor zagušen reklamnim porukama pa tragaju za načinima kako da njihovi oglasi na što efikasniji način stignu do ciljane publike. Film ih osobito zanima jer je “potpuno 'kompatibilan' s fragmentiranom publikom”, a oglašivače često interesira ne samo brojnost publike nego i njena “kvaliteta”. Drugim riječima BMW je prepoznao svoj interes sudjelujući u filmu Operacija Stormbreaker (Geoffrey Sax, 2006.) koji je bio namijenjen adolescentskoj publici koju je njemački proizvođač automobila prepoznao kao svoje potencijalne buduće kupce.
Filmski autori ponekad koriste prikriveno oglašavanje kako bi radnju smjestili u određeni prostor ili vrijeme, ili gledateljima dali dodatne informacije o likovima.
Danas je plasman proizvoda u filmskoj industriji popularniji no ikad. Prema podacima agencije PQ Media u Sjedinjenim Američkim Državama ulaganje u plasman proizvoda u medijima progresivno raste - sa 190 milijuna dolara 1974. godine, na 512 milijuna dolara 1985. godine, pa na 1,13 milijarde dolara 1994, na 3,45 milijarde 2004. godine, sve do 7.39 milijarde dolara 2011. godine.

## Kritike prikrivenog oglašavanja
Plasman proizvoda koristan je izvor financiranja dok god ne prelazi granice dobrog ukusa i ne postane sam sebi svrha, pretvarajući film u oglasnu ploču i gušeći umjetničku slobodu autora, odnosno dok njegov sadržaj nije etički problematičan (ako se na taj način reklamiraju štetni proizvodi - alkohol, duhan, lijekovi,droga i oružje, čije je oglašavanje u Hrvatskoj protuzakonito). Upitna je etičnost prakse reklamiranja nekog proizvoda u sklopu zabavnog ili umjetničkog sadržaja s obzirom na to da je, prema istraživanju profesora psihologije na sveučilištu Purdue, Richarda Heslina, u kino dvorani gledateljima smanjen "anti-oglašivački" obrambeni sistem te s obzirom na to da se, po njemu, gledatelji ne moraju nužno sjećati plasmana proizvoda, da bi on svejedno utjecao na način na koji se odnose prema brandu. Pitanje etičnosti možemo postaviti i u slučaju kad se nekom proizvodu u filmu pridodaju karizmatična ili nadnaravna svojstva npr. pušenje je cool, automobil nakon stravičnog sudara nastavlja nesmetano voziti, a vozač je neozlijeđen i slično.